# Kanton Rioz
Rioz is een kanton van het Franse departement Rhône. Het kanton maakt deel uit van het arrondissement Vesoul.

## Gemeenten
Het kanton Rioz omvatte tot 2014 de volgende 27 gemeenten:
- Aulx-lès-Cromary
- Boulot
- Boult
- Bussières
- Buthiers
- Chambornay-lès-Bellevaux
- Chaux-la-Lotière
- Cirey
- Cordonnet
- Cromary
- Fondremand
- Hyet
- Maizières
- La Malachère
- Montarlot-lès-Rioz
- Neuvelle-lès-Cromary
- Pennesières
- Perrouse
- Quenoche
- Recologne-lès-Rioz
- Rioz (hoofdplaats)
- Sorans-lès-Breurey
- Traitiéfontaine
- Trésilley
- Vandelans
- Villers-Bouton
- Voray-sur-l'Ognon

Bij de herindeling van d ekantons door het decreet van 17 februari 2014, met uitwerking op 22 maart 2015, werden daar volgende 25 gemeenten aan toegevoegd: 
- Authoison
- La Barre
- Beaumotte-Aubertans
- Besnans
- Bouhans-lès-Montbozon
- Cenans
- Chassey-lès-Montbozon
- Cognières
- Dampierre-sur-Linotte
- Échenoz-le-Sec
- Filain
- Fontenois-lès-Montbozon
- Larians-et-Munans
- Loulans-Verchamp
- Le Magnoray
- Maussans
- Montbozon
- Ormenans
- Roche-sur-Linotte-et-Sorans-les-Cordiers
- Ruhans
- Thieffrans
- Thiénans
- Vellefaux
- Villers-Pater
- Vy-lès-Filain